# Frédéric Sammaritano
Frédéric Sammaritano (Vannes, 23 de março de 1986) é um futebolista profissional francês que atua como atacante. Atualmente, joga no Dijon.

## Carreira
Frédéric Sammaritano começou a carreira no Nantes.